# Kom, låt oss skynda fort till dem
Kom, låt oss skynda fort till dem är en psalm med text skriven 1759 av Charles Wesley med musik ur Hymns and Psalms från 1785-1788. Texten översattes till svenska 1951 av Arne Widegård.

## Publicerad i
- Psalmer och Sånger 1987 som nr 721 under rubriken "Framtiden och hoppet - Pilgrimsvandringen".[1]